# 야고시마역
야고시마역(일본어: 弥五島駅)은 일본 후쿠시마현 미나미아이즈군 시모고정에 있는 아이즈 철도 아이즈 선의 역이다.

## 역사
- 1934년 12월 27일: 일본국유철도의 역으로 영업 개시.
- 1971년 8월 29일: 출구 개찰 중지, 운전 요원만 배치됨.
- 시기 불명: 무인화.
- 1987년
  - 4월 1일: 일본 철도 민영화에 의하여 동일본여객철도(JR 동일본)에 계승됨.
  - 7월 16일: 아이즈 철도로 전환됨

## 역 구조
단선 승강장 1면 1선의 지상역으로 대합실만 있을 뿐 무인역이다.

## 역 주변
- 야고시마 우체국
- 만간지
- 후쿠시마 현도 216호 야고시마 정차장선

## 인접역
| 아이즈 철도 ■ 아이즈 선      | 아이즈 철도 ■ 아이즈 선                          | 아이즈 철도 ■ 아이즈 선              |
| ---------------------------- | ------------------------------------------------ | ------------------------------------ |
| 도노헤쓰리 니시와카마쓰 방면 | □ 쾌속 "AIZU 마운트 익스프레스"(1호 이외) ■ 보통 | 아이즈시모고 아이즈코겐오제구치 방면 |